# 在キリバス中華人民共和国大使館
在キリバス中華人民共和国大使館（簡体字中国語: 中华人民共和国驻基里巴斯大使馆、英語: Embassy of the People’s Republic of China in Kiribati）は、中華人民共和国がキリバスの首都タラワに設置している大使館である。単に在キリバス中国大使館（簡体字中国語: 中国驻基里巴斯大使馆、英語: Embassy of China in Kiribati）とも。

## 歴史
1980年6月、中華人民共和国とキリバスの間で外交関係が樹立され、共産中国は1981年にキリバスを担当する特命全権大使の派遣を開始したが、当初はスバ常駐の在フィジー中華人民共和国大使館による兼轄、次いでポートビラ常駐の在バヌアツ中華民国大使館による兼轄であった。
1990年、共産中国は初めてタラワ常駐の大使館を開設し、1993年には初代常駐大使が着任した。しかし、2003年にキリバスが中華民国（台湾）と国交を樹立したため、共産中国はキリバスと断交してタラワの大使館も閉鎖した。
2019年、キリバスが中華民国（台湾）と断交して共産中国と再度国交を樹立し、これに伴い翌2020年に共産中国はタラワの大使館を再開させた。

## 所在地
Chinese Embassy, Bairiki, Tarawa

## 大使
2023年10月3日より、周立民が特命全権大使を務めている。